# Crisis migratoria en el norte de Chile
La crisis migratoria en el norte de Chile es una situación humanitaria crítica que se inició en 2017, agudizándose actualmente. Los inmigrantes son principalmente ciudadanos venezolanos, colombianos y bolivianos que han atravesado las fronteras de forma irregular.

## Historia
Chile ha vivido durante la última década un impacto inmigratorio importante. El número de extranjeros en ese país se incrementó de unos 305.000 (1,8% de la población total) en 2010 hasta casi 1,5 millones (7,5% de la población) en 2020, de acuerdo con la organización Servicio Jesuita a Migrantes (SJM). Una parte importante de ese incremento corresponde a la comunidad de venezolanos que pasó de 8.000 personas en 2012 a 500.000 en 2020, convirtiéndose en el mayor grupo de extranjeros residentes en Chile.

### 2017
El 8 de septiembre de 2017 el segundo gobierno de Michelle Bachelet inició la construcción de zanjas en pasos fronterizos de Colchane para evitar el paso exclusivamente de vehículos en pasos no habilitados (no así a personas).

### 2018
Durante el segundo gobierno de Sebastián Piñera y el segundo gobierno de Michelle Bachelet, las cifras de inmigración en Chile alcanzan niveles históricos. Varias comunidades de inmigrantes que anteriormente eran pequeñas, empezaron a alcanzar cifras nunca antes vistas en el país (venezolanos, haitianos, colombianos). Este hecho ha puesto el tema en la discusión política de Chile y el gobierno actuó en la materia.
La primera medida tomada por el gobierno fue la elaboración de una nueva ley en relación con la inmigración, según el gobierno tiene en sus fundamentos "Un sentido de urgencia, una migración segura, ordenada y regular, la igualdad de derechos y obligaciones, la integración, y el respeto a los derechos fundamentales" Además de la regularización de 300 000 inmigrantes ilegales.
En marzo de 2018, apenas asumir y durante una entrevista con Deutsche Welle el mandatario expresó: «vamos a seguir recibiendo venezolanos en Chile, porque tenemos un deber de solidaridad y yo nunca olvido que cuando Chile perdió su democracia, Venezuela fue muy generosa con chilenos que buscaban nuevas oportunidades»
En diciembre de 2018, el gobierno anunció que Chile no firmaría el Pacto Mundial sobre Migración, sin embargo el gobierno sí firmó el Pacto Mundial sobre Refugiados.

### 2019
A mediados de 2019, a raíz del éxodo masivo de venezolanos de su país, surge una crisis inmigratoria en el Complejo fronterizo Chacalluta, el senador Felipe Kast, integrante de la coalición de gobierno opinó que: "Es positivo que el Gobierno esté implementando una política migratoria ordenada y humanitaria; cerrando las fronteras a personas con antecedentes penales, y apoyando a niños y mujeres que buscan reunirse con sus familiares residentes en Chile" y solicitó "tenderles la mano" gestionando directamente que venezolanos pudieran realizar trámites inmigratorios con su pasaporte vencido. mientras que José Antonio Kast fue más crítico con la gestión y acusó a legisladores estarían creando "puentes para generar flujos migratorios que no estén acordes con el sistema legal establecido en Chile" y afirmó que al país no le corresponde "asumir todas las responsabilidades humanitarias".
El 8 de julio de 2019, la ministra vocera del gobierno, Cecilia Pérez, expresó que se seguirían dejando entrar venezolanos «hasta que el país lo resista. Para que los chilenos estén bien. Eso significa poder tener las demandas pertinentes para poder atender salud, educación, vivienda y trabajo».
La oposición hizo un llamado a tener un "enfoque humanitario" en la materia de inmigración, condenó "los intentos por sembrar odio" y respaldó la gestión del INDH en la crisis.
José Miguel Insulza responsabilizó al gobierno por la crisis, Heraldo Muñoz llamó a "hacer una excepción" y el Frente Amplio afirmó que "Hay una inconsecuencia brutal".
Sebastián Piñera asoció el desempleo en el país con el aumento explosivo de inmigrantes afirmando que: "en los últimos 4 o 5 años, producto de la inmigración, la fuerza de trabajo aumentó en un millón de personas, lo cual significa que la exigencia de crear empleos es mucho mayor que la que teníamos antes, y, por tanto, en parte este aumento muy fuerte de la fuerza de trabajo no ha podido ser contrarrestado uno a uno por la creación de empleos" al igual que el ministro Felipe Larraín quien afirmó que: "Este es un país abierto a la migración, pero eso tiene un efecto en el mercado laboral".
Simultáneamente el 31 de julio de 2019 el canciller Teodoro Ribera firmó un acuerdo con la coordinadora residente del Sistema de las Naciones Unidas en Chile, Silvia Rucks, sobre colaboración en inmigración y refugio, en el marco de los Objetivos de Desarrollo Sostenible de la Agenda 2030.

### 2020
Luego de que Chile entrara en la fase 4 del coronavirus a mediados de marzo de 2020, el gobierno de Sebastián Piñera decretó el cierre de todas las fronteras terrestres, marítimas y áreas del país para el tránsito de personas extranjeras, a partir del 18 de marzo de 2020.
Aun así la comuna de Colchane experimentó olas inmigratorias sin precedentes provenientes desde Venezuela y que al llegar a Chile los inmigrantes fueron alojados en escuelas para ser posteriormente trasladados a otras zonas del país.

### Intensificación de la crisis en 2021
El 1 de febrero de 2021, ante la llegada de 300 inmigrantes en situación irregular, la mayoría de origen venezolano, se activó la alarma por parte del ejército chileno. Al 3 de febrero se confirmaba un número mayor a 1500 migrantes en situación irregular pernoctando en las calles de la comuna, número significativo considerando que el pueblo de Colchane tiene aproximadamente 1600 habitantes. Para septiembre del mismo año, una segunda ola de inmigrantes generó nuevamente el colapso de las instituciones públicas de la localidad.
El ministro del Interior, Rodrigo Delgado reconoció que "este año tal vez han ingresado más de 25 mil personas por la frontera". Cifra que tiene directa relación con lo informado por la PDI que, a través de solicitud de Transparencia, confirmó que sólo desde enero a julio de 2021, los ciudadanos extranjeros que han ingresado a Chile por pasos no habilitados ascienden a 23.673.
En 2021 se realizaron marchas contra la inmigración en Iquique, siendo una de las más llamativas la del 25 de septiembre cuando los manifestantes queman carpas de inmigrantes venezolanos.

### 2022
A fines del mes de enero de 2022, existieron diversas manifestaciones, bloqueos de camioneros y barricadas en la ciudad de Iquique debido a la inmigración descontrolada y la delincuencia desencadenada en el norte del país, las manifestaciones dejaron incidentes en que manifestantes quemaron pertenencias de migrantes venezolanos y existieron agresiones. Lo cual provocó tensiones entre el gobierno saliente de Piñera y el gobierno entrante de Boric.

### Inicio del gobierno de Gabriel Boric
En aras de frenar la crisis inmigratoria, el Gobierno saliente del Presidente Sebastián Piñera promulgó el Decreto 35, de 14 de febrero de 2022, por el cual se declaraba el estado de excepción constitucional en las provincias del Tamarugal, Parinacota, Arica y El Loa. El Ministro de Interior Rodrigo Delgado manifestó que la medida permitiría una supervisión más intensa de la frontera, con más controles y reconducciones de personas que hubiesen ingresado al país irregularmente, y el Gobierno entrante de Gabriel Boric mantuvo el estado de excepción hasta el 15 de abril de 2023, facilitando la permanencia del personal policial y militar desplegado en las áreas fronterizas. Tras el alzamiento del estado de excepción, el alcalde de Colchane sostuvo que la presencia militar había redundado en «malos tratos, hostigamiento a pobladores», mientras que los migrantes «pasaban por sus costados sin dificultad, sin control».
Ante esta situación, los Ministerios de Interior y Defensa realizaron a finales de 2022 algunas indicaciones para otorgar a las Fuerzas Armadas ciertas competencias que permitiesen la protección de determinados espacios básicos, y el 27 de enero de 2023 fue promulgada la Ley 21.542, que crea una nueva atribución especial del Presidente  de la República mediante la reforma del artículo 32 de la Constitución chilena (a través de la adición de un numeral 21.º a dicho precepto). Concretamente, la reforma constitucional permite que el presidente disponga, «mediante decreto supremo fundado, suscrito por los ministros del Interior y Seguridad Pública y de Defensa Nacional, que las Fuerzas Armadas se hagan cargo de la protección de la infraestructura crítica del país cuando exista peligro grave o inminente a su respecto, determinando aquella que debe ser protegida», entendiéndose por infraestructura crítica «el conjunto de instalaciones, sistemas físicos o servicios esenciales y de utilidad pública, así como aquellos cuya afectación cause un grave daño a la salud o al abastecimiento de la población, a la actividad económica esencial, al medioambiente o a la seguridad del país».

Mapa de las áreas fronterizas a resguardar según el Decreto 78 en la Región de Tarapacá, entre las cuales se incluye la totalidad de la comuna de Colchane.

El Presidente Gabriel Boric empleó esta nueva atribución mediante el Decreto 78, de 21 de febrero de 2023, que define el ámbito territorial del despliegue de las Fuerzas Armadas, designa a los Oficiales Generales encargados de las operaciones e instruye en las medidas a adoptar. 
Tras el comienzo del despliegue, la Ministra de Interior y Seguridad Pública Carolina Tohá señaló que las atribuciones principales de los militares consistían en los controles de identidad, el registro del equipaje y la práctica de las detenciones pertinentes. Una semana después de esta declaración, la ministra se desplazó a la comuna de Colchane, donde expresó su esperanza en que la medida tuviera un efecto disuasorio sobre la circulación irregular por la frontera. Por su parte, el alcalde de la comuna, Javier García Choque, dijo que la «nueva herramienta legal nos da una esperanza», señalando asimismo que si bien la presencia de las Fuerzas Armadas se venía dando desde la declaración del estado de excepción, la implementación de la Ley de infraestructura crítica mediante el Decreto 78 permitía que se llevasen a cabo ciertas medidas de control que anteriormente no se podían realizar. No obstante, el alcalde también manifestó que la medida resultaría por sí sola insuficiente para abordar el problema de una manera efectiva, ya que en su opinión sería necesaria la mejora del complejo fronterizo de la comuna, la agilización de los procedimientos de expulsión y el empleo de tecnología para vigilar el ingreso irregular desde las zonas más alejadas de los puestos de control.

### 2023
En enero de 2023 los secuestros en Chile aumentaron en un 77% y la cantidad de detenidos extranjeros superó a los chilenos.
En febrero de 2023, el gobierno autorizó desplegar militares en la frontera norte, sin embargo, instruyó siete acciones a realizar previas disparar para las Fuerzas Armadas desplegadas.
El 15 de marzo de 2023 el presidente Boric dijo "quienes vienen a delinquir no son bienvenidos y los vamos a perseguir".
El rechazo a la inmigración aumentó durante el gobierno de Gabriel Boric; en abril de 2023 una encuesta reveló que un 77% de los chilenos cree que los inmigrantes "le hacen mal al país".
En noviembre de 2023 el gobierno instaló parlantes la frontera para advertir a los inmigrantes que no procedan a pasar al país. El mismo mes el presidente dijo que los inmigrantes que están en situación irregular y todavía no han realizado el trámite de empadronamiento "vamos a buscarlas, vamos encontrarlas y las vamos a expulsar". Según el mandatario, quien no realice el proceso, "se presume sospechoso".
El Fiscal General de Venezuela, Tarek William Saab, afirmó que en Chile hay una "xenofobia antivenezolana brutal" en diciembre de 2023. Lo que el gobierno de Chile descartó.

### 2024
El 19 de enero de 2024 se abrió sumario por una fiesta de alcohol llevada a cabo en la oficina gubernamental del paso fronterizo de Colchane, mientras inmigrantes ilegales pasaban la frontera.
La organización criminal venezolana Tren de Aragua expandió sus operaciones en Chile.
En 2024, el militar venezolano en retiro y refugiado en Chile, Ronald Ojeda, quien fue opositor a Nicolás Maduro, fue secuestrado y asesinado en Santiago.
La inmigración venezolana en Chile siguió aumentando durante el gobierno de Boric, teniendo roces con los chilenos por la diferencia de costumbres. Para el 31 de diciembre de 2022, el Servicio Nacional de Migraciones reveló la cifra oficial de 1 625 074 personas extranjeras residentes en Chile. En enero de 2024 más de 7300 extranjeros se encontraban recluidos en cárceles chilenas siendo el 14% del total, teniendo mayor presencia en la región Metropolitana, Tarapacá, Antofagasta y Arica y Parinacota. El gobierno comenzó a cavar zanjas en la frontera para evitar robo de autos, medida previamente rechazada por el mismo.
Durante los dos primeros años de gobierno de Boric, la inmigración ilegal superó la suma de los cuatro años anteriores.

## Causas
Según estudios realizados,[cita requerida] se puede concluir que las vías de la irregularidad inmigratoria en Chile son principalmente dos:
- Vencimiento de visas, referido a quienes tienen visa de residencia en Chile y por diferentes circunstancias no pueden renovarla. A eso se le suma a quienes entran con visa de turista.
- Ingreso irregular, es decir, ingreso al país por pasos no habilitados, sin validar identidad en controles fronterizos.[69]

## Perfil inmigratorio
El flujo inmigratorio que se registra en la frontera norte, particularmente en el límite con Perú (Arica) y Bolivia (Colchane), se caracteriza por una alta presencia de ciudadanos venezolanos. Según cifras de la PDI, solo en los siete primeros meses de 2021 se registraban 17.914 denuncias por ingresos ilegales, un 38% más que todos los casos contabilizados en 2020, con 12.935. Los ciudadanos bolivianos son el segundo grupo con mayores registros de ingresos ilegales por la frontera norte, con 3.043, entre enero y julio de 2021.

## Comunas más afectadas

### Iquique
Se estima que, hacia octubre de 2021, había unos 3.000 inmigrantes varados en Iquique, muchos de ellos después de haber entrado a Chile por pasos no habilitados en la frontera y haber cruzado la ruta hacia la costa.

### Colchane
La comuna de Colchane ha sido la puerta de entrada para miles de inmigrantes que han cruzado ilegalmente a Chile desde la frontera con Bolivia. Esto ha generado problemas sanitarios, humanitarios y sociales en la zona.
Esta comuna posee graves índices de pobreza. Según la encuesta CASEN de 2017 y de la ODEPA, el 60,9% no tiene acceso a red pública de agua, el 21,7% no tiene suministro de energía eléctrica y el 99,9% vive sin conexión fija a internet. El 21,7% es analfabeta, la escolaridad promedio es de ocho años y medio y 63,5% vive en condiciones de pobreza interdimensional. Y considerando que 
según la alcaldía de la comuna, a diario ingresan entre 300 y 400 personas por la frontera, muchas de ellas deshidratadas o presentando graves problemas de salud debido al extenso recorrido a través de la zona montañosa. 16 de ellos han muerto, incluida una bebé de nueve meses que el 11 de octubre venía desde Perú junto con sus padres, ambos inmigrantes venezolanos, la comuna no posee los recursos necesarios para dar soporte a los individuos que arriban a la localidad.
Para ingresar a Colchane hay dos alternativas: cruzar por el paso no habilitado o autodenunciarse y pasar por la aduana. Esa última opción permite que los inmigrantes opten por una residencia sanitaria en Iquique. Para eso deben pasar tres o cuatro noches en Colchane y testear negativo por COVID-19. Luego, la autoridad policial les consigue un bus que los lleva a la ciudad. Una vez en Iquique, pueden viajar donde quieran.

## Reacciones

### Marcha convocada en Iquique contra inmigración irregular e incidentes luego de la misma
El 25 de septiembre de 2021 se convocó a una marcha en la plaza Arturo Prat de Iquique que tenía como objetivo principal manifestarse en contra de la inmigración irregular. Los asistentes a la marcha criticaron la política inmigratoria, apuntaron a una falta de medidas por parte del gobierno central y pidieron la renuncia del entonces delegado presidencial regional, Miguel Ángel Quezada. Además, solicitaron el cierre de fronteras. Al término de la marcha un grupo de asistentes a la marcha incendiaron carpas y otras pertenencias de ciudadanos extranjeros que se habían instalado en un campamento improvisado entre las calles Las Rosas y Avenida Aeropuerto, y personal policial se trasladó al lugar.

### Alcalde de Colchane
Tras reunirse con las autoridades del gobierno, el alcalde de Colchane, Javier García Choque, salió molesto y señaló que los ministros “llegan de manera improvisada, sin realizar ninguna coordinación con esta alcaldía, ni con los dirigentes de las comunidades indígenas, ni las juntas de vecinos, por lo tanto una vez más se falta el respeto al pueblo aymara y también a los chilenos”.

### Adriana Palomera: Coordinadora del Centro de Estudios Migratorios
En conversación con el medio CNN Chile, la especialista en inmigración Adriana Palomera, sostuvo que falta una mirada regional que permita abordar esta problemática junto a otros países.

"Me parece que el Estado chileno siempre está reaccionando más que anticipándose o desarrollando una política pública (...) El problema es que en este momento el Estado (…) cree que la solución es militarizar la zona y yo me pregunto si eso realmente va a impedir que ingresen los migrantes, siendo que no lo impide ni el desierto, ni las condiciones climáticas, ni que haya campos minados".